# محوطه طاهر بوغه
محوطه طاهر بوغه مربوط به دوره ساسانیان است و در شهرستان سقز، بخش مرکزی، روستای طاهر بوغه واقع شده و این اثر در تاریخ ۱۰ دی ۱۳۸۱ با شمارهٔ ثبت ۶۸۴۷ به‌عنوان یکی از آثار ملی ایران به ثبت رسیده است.